# Степанов, Ипполит Семёнович
Ипполит Семенович Степанов — отставной ротмистр, потомок древнего дворянского рода. Брат известного масона Руфа Семёновича (1745 - 1828). В 1767 г. был депутатом от дворянства Верейского уезда Московской губернии в комиссии о сочинении нового уложения; здесь он выступил энергичным защитником привилегий для дворянства и всячески поддерживал соответственные притязания историка кн. М. М. Щербатова; в одном из заседаний Степанов выразил презрительный взгляд на каргопольских крестьян, и по этому поводу у него вышло резкое столкновение с гр. Г. Г. Орловым.
За сопротивление наказу, он был Екатериною II сослан в Камчатку, в Большерецкий острог, откуда ему в начале 1771 г. вместе с другими лицами, в том числе и с известным Бенёвским, удалось бежать и позднее прибыть в Макао.
Перед отплытием заговорщики Бенёвский и Степанов написали «Объявление в Сенат», в котором говорилось о «беззакониях», которые чинили в России императрица Екатерина, её двор и её фавориты. 11 мая «Объявление» было оглашено для всех жителей острога и подписано грамотными за себя и своих товарищей. В «Объявлении» упоминалось о том, что «законный государь Павел Петрович» неправильно лишён престола, о бедствиях российского народа и «несправедливости» распределения общественных благ, о «гнёте самодержавия» и бюрократического строя, мешающего развитию ремёсел и торговли. Это «Объявление» — уникальное совместное политическое обвинение от имени дворянства и простого народа. Генерал-прокурор, получив это «Объявление» через много месяцев, по повелению Екатерины II собственноручно написал: «Сей пакет хранить в Тайной экспедиции и без докладу её величеству никому не распечатывать. Князь А. Вяземской». 
В Макао у Степанова вышла с Бенёвским стычка, перешедшая в открытую вражду, в результате которой при отплытии Бенёвского в Кантон в январе 1772, Степанов был оставлен в Макао.
О дальнейшей его судьбе никаких сведений не сохранилось; вероятно, что он там и умер.
Сохранился указ Екатерины II о помиловании Степанова, который уже не застал его в живых.